# Rhogogaster
Genre
Rhogogaster est un genre d'insectes de la famille des Tenthredinidae. Il regroupe des hyménoptères symphytes dont certains sont appelés tenthrèdes comme la Tenthrède verte (Rhogogaster viridis).

## Liste des sous-genres et espèces
Selon Fauna Europaea (13 mai 2014) :
- Sous-genre Rhogogaster (Cytisogaster)
  - Rhogogaster (Cytisogaster) chambersi Benson 1947
  - Rhogogaster (Cytisogaster) genistae Benson 1947
  - Rhogogaster (Cytisogaster) picta (Klug 1817)
- Sous-genre Rhogogaster (Rhogogaster)
  - Rhogogaster (Rhogogaster) californica (Norton 1862)
  - Rhogogaster (Rhogogaster) carpatica (Zhelochovtsev 1988)
  - Rhogogaster (Rhogogaster) chlorosoma (Benson 1943)
  - Rhogogaster (Rhogogaster) dryas (Benson 1943)
  - Rhogogaster (Rhogogaster) gayuboi Llorente 1988
  - Rhogogaster (Rhogogaster) punctulata (Klug 1817)
  - Rhogogaster (Rhogogaster) viridis (Linnaeus 1758) - Tenthrède verte[2]